# ブログの女王
『ブログの女王』（ブログのじょおう）は、テレビ東京系列局ほかで放送されていたバラエティ番組である。テレビ東京とPROTXの共同製作。全26回。製作局のテレビ東京では2006年4月7日から同年9月29日まで、毎週金曜 25:30 - 26:00 （日本標準時）に放送。

## 概要
インターネット上で見つけた面白いブログをより多くの人々に知ってもらうべく、それらを書籍化・映像化することをコンセプトにした深夜番組である。ゲストには毎回作家や漫画家、映画監督や出版社プロデューサーなどを招き、彼らにブログを紹介してそれらの商品化を検討してもらっていた。
番組が取り上げて書籍化・映像化されたブログに『工場萌えな日々』（石井哲）、『オカマだけどOLやってます。』（能町みね子）、『研修医うさこのどたばた奮闘記』（織田うさこ）、『ロト6成金のセレブな私生活』（久慈六郎）がある。
番組は視聴者から随時商品化できそうなブログを募集していた。タイトルは「ブログの女王」となっているが、男性でも応募は可能であった。

## 出演者

### メインMC
- 眞鍋かをり

### MC
- 山崎樹範

### アシスタント
- 浅木一華

## スタッフ
- 構成：相澤昇ほか
- プロデューサー：太田勇 (PROTX) ほか
- 技術協力：ヴイ・ビジョンスタジオ
- 制作協力：IVSテレビ制作
- 製作：テレビ東京、PROTX

## テーマ曲

### オープニングテーマ
- コントレイル (B-DASH)

### エンディングテーマ
- FURUSATO (SOULHEAD)
- カラフルファンファーレ (ROCO)

## 放送局
| 放送対象地域   | 放送局         | 系列           | 放送日時           | 備考   |
| -------------- | -------------- | -------------- | ------------------ | ------ |
| 関東広域圏     | テレビ東京     | テレビ東京系列 | 金曜 25:30 - 26:00 | 製作局 |
| 愛知県         | テレビ愛知     | テレビ東京系列 | 水曜 24:58 - 25:28 |        |
| 大阪府         | テレビ大阪     | テレビ東京系列 | 火曜 25:00 - 25:30 |        |
| 岡山県・香川県 | テレビせとうち | テレビ東京系列 | 土曜 25:45 - 26:15 |        |
| 福岡県         | TVQ九州放送    | テレビ東京系列 | 月曜 24:53 - 25:23 |        |
| 福島県         | 福島中央テレビ | 日本テレビ系列 | 木曜 25:20 - 25:50 |        |
| 山形県         | テレビユー山形 | TBS系列        | 水曜 24:55 - 25:25 |        |
| 静岡県         | テレビ静岡     | フジテレビ系列 | 木曜 26:30 - 27:00 |        |